# Parhecyra costata
Parhecyra costata là một loài bọ cánh cứng trong họ Cerambycidae.